# Ernst Hermanns

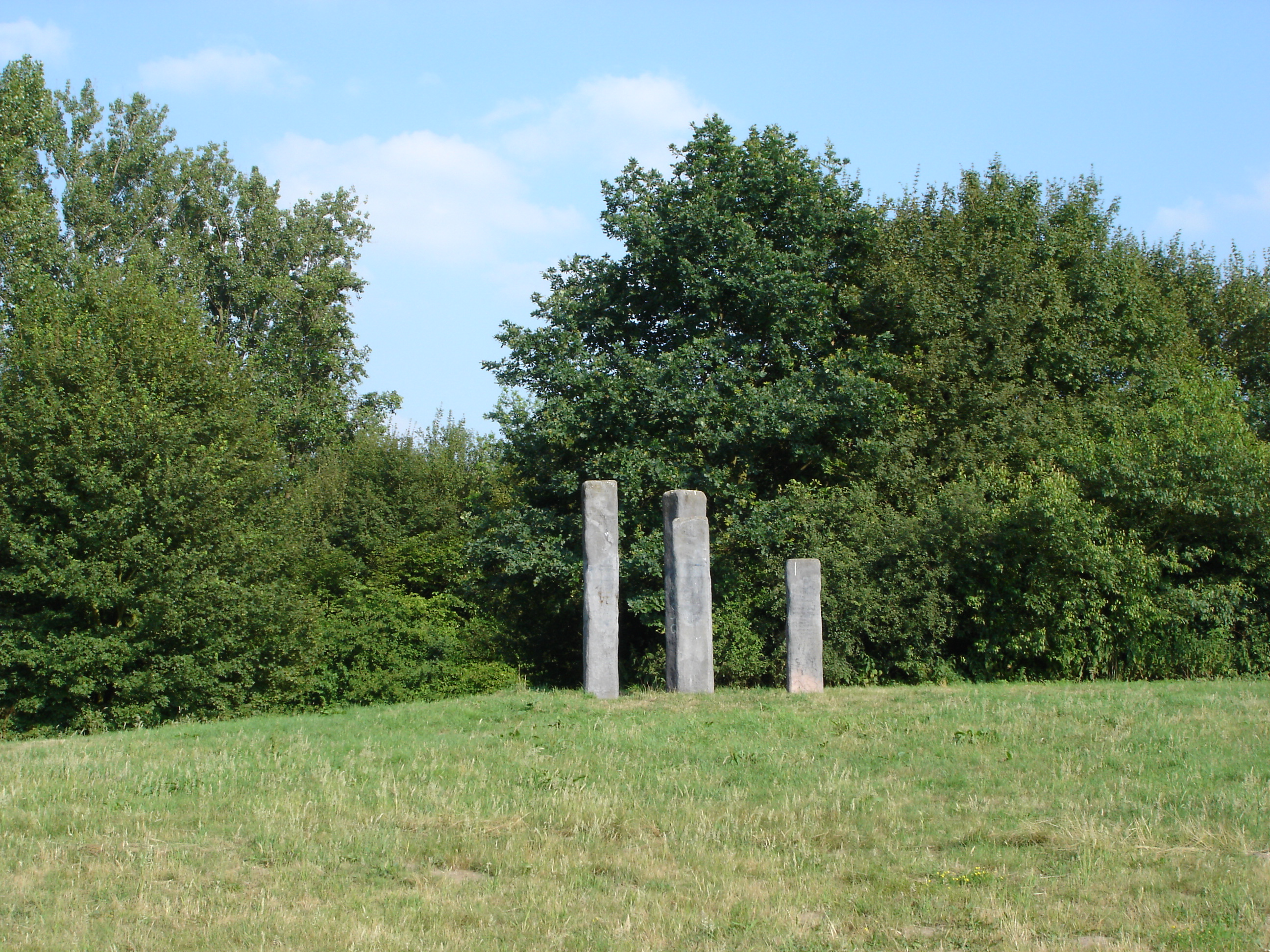
Mehrförmige Großplastik (1960), Wienburgpark in Münster

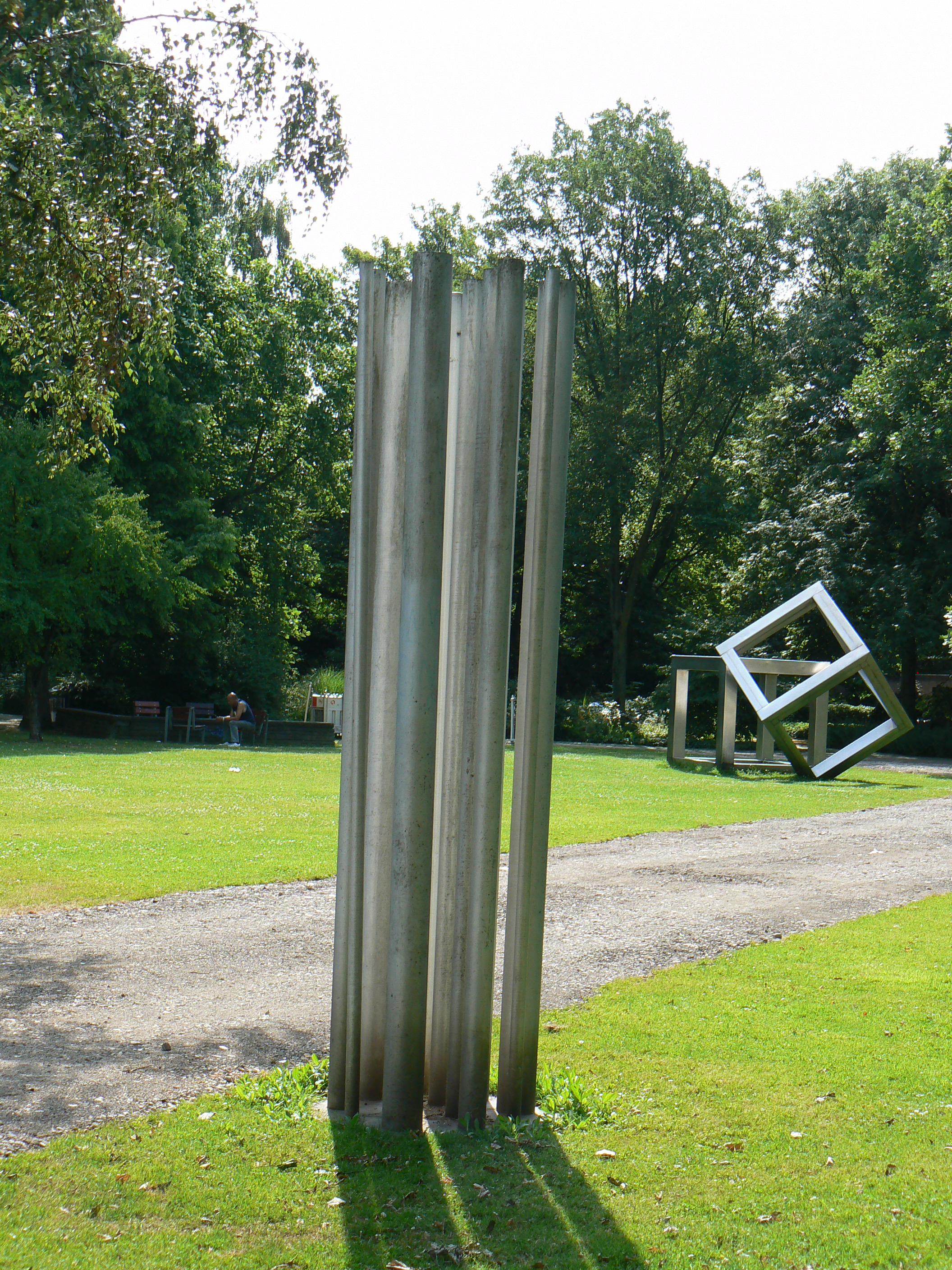
Plastik I/67 (1967), Beeldenpark van het Lehmbruck-Museum in Duisburg

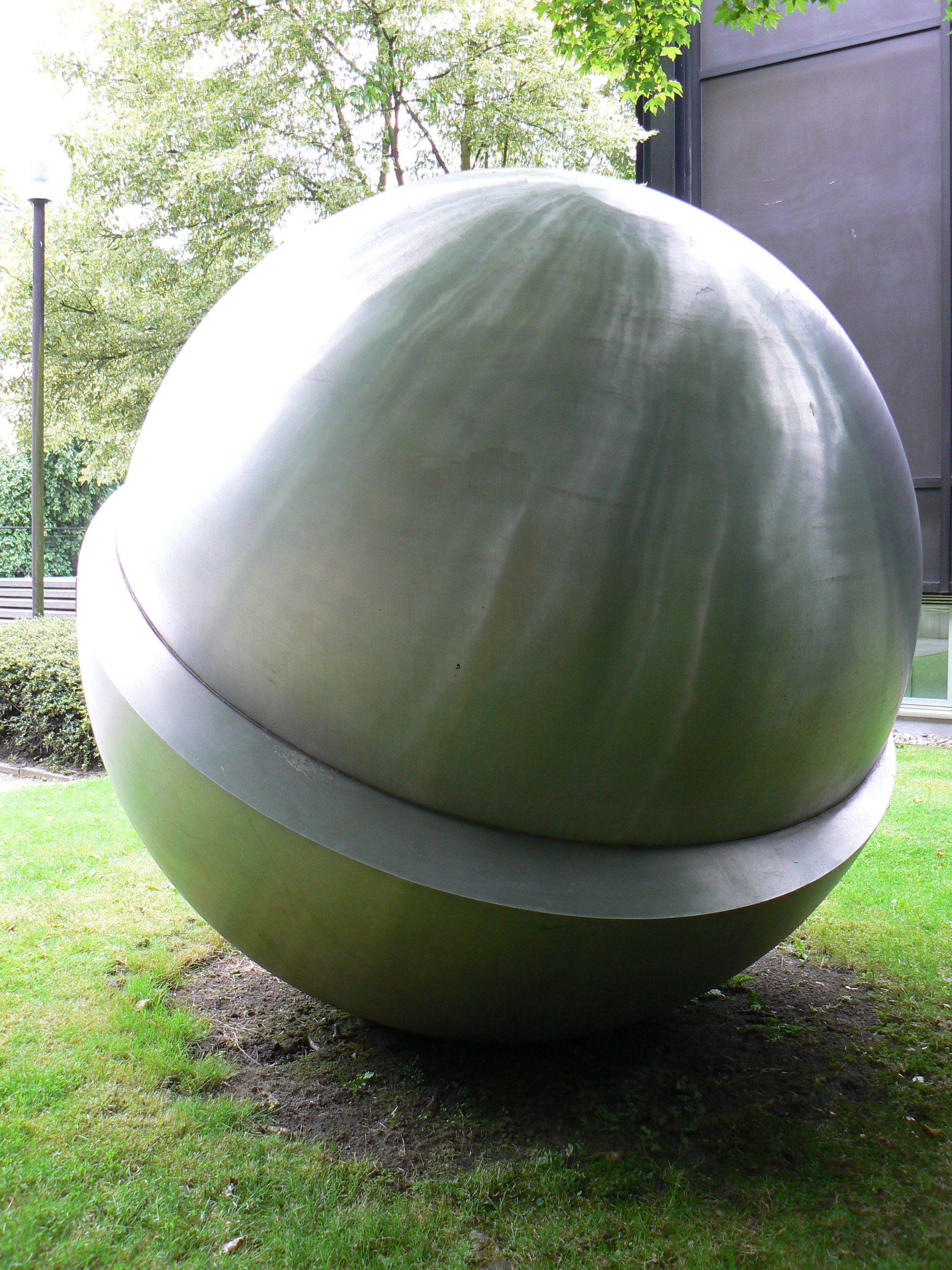
Zwei gegeneinander verschobene Halbkugeln (1977), Beeldenpark van het Quadrat Bottrop in Bottrop

 Ernst Hermanns  (Münster, 8 december 1914 – Bad Aibling, 28 november 2000) was een Duitse beeldhouwer. 

## Leven en werk
Ernst Hermanns studeerde eerst aan de Kunstgewerbeschule Aachen en aansluitend aan de Kunstakademie Düsseldorf. In 1947 had hij zijn eerste tentoonstelling in de Künstlergemeinschaft "Schanze" in Münster en in 1948 behoorde Hermanns met Gustav Deppe, Thomas Grochowiak, Emil Schumacher, Heinrich Siepmann en Hans Werdehausen tot de oprichters van de eerste avantgardistische kunstenaarsgroepering na de oorlog in Duitsland, de Gruppe Junger Westen in Recklinghausen. Aanvankelijk werd Hermanns geïnspireerd door het werk van de beeldhouwers Alberto Giacometti en Henry Moore. In 1950 creëerde hij zijn eerste volledig abstracte beeldhouwwerk, waarvoor hij in 1951 de prijs Junger Westen ontving. In 1955 werd Hermanns lid van de Westdeutscher Künstlerbund en in 1957 van de Deutscher Künstlerbund. In 1959 werd hij uitgenodigd voor documenta II in Kassel en kreeg hij de Kunstpreis der Stadt Darmstadt. 
Hermanns verhuisde in 1967 naar München. In 1971 kreeg hij een beurs voor een verblijf in de Cité Internationale des Arts in Parijs. Van 1976 tot 1980 was Hermanns hoogleraar aan het Institut für Kunsterziehung in Münster (een vestiging van de kunstacademie van Düsseldorf). In 1987 nam hij deel aan Skulptur.Projekte in Münster
Hermanns noemde zijn werken in de tachtiger jaren räumliche Konstellationen en hij poogde ruimte, tijd en beweging concreet, zichtbaar te maken. In 1986 werd Ernst Hermanns lid van de Akademie der Schönen Künste in München. Hij was een belangrijke vertegenwoordiger van de abstracte kunst van na de Tweede Wereldoorlog.
De nalatenschap van Hermanns wordt beheerd door de Stiftung DKM (Dirk Kramer & Klaus Maas) en getoond in Galerie DKM en Museum DKM in Duisburg.

## Tentoonstellingen
- 1983/84: Ernst Hermanns - Arbeiten 1960 bis 1983, Städtische Galerie im Lenbachhaus in  München
- 1999: Standpunkt Plastik: Skulptur im Dialog in Skulpturenmuseum Glaskasten in Marl
- 2004: Heinrich Wildemann & Zeitgenossen, Galerie Frank Schlag & CIE in Essen
- 2004: Ernst Hermanns zum 90. Geburtstag, Stiftung DKM in Duisburg
- 2005:  50 Jahre documenta, Kunsthalle Fridericianum in Kassel
- 2005: Ernst Hermanns in het Josef Albers Museum, Quadrat Bottrop in Bottrop
- 2006: VIP III. Arena der Abstraktion Museum Morsbroich in Leverkusen
- 2006/2007: Was ist Plastik? 100 Jahre - 100 Köpfe, in het Lehmbruck-Museum, Duisburg
- 2009: Linien stiller Schönheit: Ernst Hermanns "Düsseldorfer Raum" en andere werken, Museum DKM, Duisburg